# تشيس بيتمان
تشيس بيتمان (بالإنجليزية: Chase Pittman)‏ هو لاعب كرة قدم أمريكية أمريكي، ولد في 15 مارس 1983 في مندن في الولايات المتحدة.